# Молина, Хосе Франсиско
Хосе́ Франси́ско Моли́на Химе́нес (исп. José Francisco Molina Jiménez; род. 8 августа 1970, Валенсия) — испанский футболист, выступал на позиции вратаря. Большую часть карьеры провёл в «Атлетико Мадрид» и «Депортиво Ла-Корунья». Имеет на своём счету 9 матчей в составе национальной сборной.

## Карьера

### Клубная
Карьеру Молина начинал в клубе «Альсира». В 1991 году молодого голкипера заметили скауты «Валенсии», но за несколько лет, проведённых в этом клубе Хосе так и не смог пробиться в основную команду и играл за дубль «летучих мышей». Один сезон он провёл в аренде в «Вильярреале», после чего «Валенсия» рассталась с игроком и тот перешёл в «Альбасете». Именно там, в достаточно позднем 24-летнем возрасте, Молина сыграл свой первый матч в Примере.
Проведя один сезон в «Альбасете», в 1995 году Молина перешёл в «Атлетико Мадрид», с ходу стал первым голкипером клуба и помог мадридцам выиграть чемпионат и Кубок Испании. Сам Молина по итогам сезона получил Трофей Рикардо Саморы — приз лучшему вратарю сезона. В «Атлетико» Хосе Франсисико провёл 5 сезонов, все в качестве основного голкипера, сыграв 189 матчей в Примере.
В 2000 году Молина перешёл в стан действующего чемпиона — «Депортиво Ла-Корунья». В составе клуба из Ла-Коруньи он выиграл ещё 3 трофея — 2 Суперкубка и Кубок Испании.
В 2002 году врачи обнаружили у Молины злокачественную опухоль яичка. Лечение и реабилитация оказались успешными.
После того как контракт Молины с «Депортиво» закончился он вернулся в Валенсию, в «Леванте», клуб-дебютант Примеры. Хосе Франсиско провёл за этот клуб один сезон, после чего летом 2007 года завершил карьеру.

### Международная
Молина дебютировал в сборной Испании 26 апреля 1996 года, в матче с Норвегией, причём он вышел на замену не в качестве вратаря, а в качестве левого вингера, вместо получившего травму Хуана Мануэля Лопеса.
На счету Молины 9 матчей в сборной и участие в 3 крупных международных турнирах — чемпионатах Европы 1996 и 2000 года, а также чемпионате мира 1998 года. Из всех этих турниров лишь в одном из них — Евро-2000 — на Молину делалась ставка, но в первом матче группового раунда, в котором Хосе Франсиско защищал ворота испанцев, они неожиданно уступили норвежцам (0:1), причём гол норвежца Стеффена Иверсена был забит после его ошибки. Эта игра стала последней для Молины в сборной: тренировавший сборную Хосе Антонио Камачо в дальнейшем даже не включал Молину в расширенный список кандидатов на поездку на чемпионат мира 2002 года.

### Тренерская
Перед началом сезона 2009/10 Молина возглавил клуб «Вильрреал C», выступающий в четвёртом по значимости дивизионе Испании.
22 декабря 2011 года назначен исполняющим обязанности главного тренера «Вильярреала». Сменил на этом посту Хуана Карлоса Гарридо. 18 марта 2012 года после поражения от «Леванте» был отправлен в отставку. Преемником Молины стал Мигель Анхель Лотина.
9 июля 2018 года Молина стал спортивным директором Королевской испанской федерации футбола.

## Достижения

### Командные
«Атлетико»
- Чемпион Испании: 1995/96
- Обладатель Кубка Испании: 1995/96

«Депортиво»
- Обладатель Кубка Испании: 2001/02
- Обладатель Суперкубка Испании: 2000, 2002

### Личные
- Обладатель Трофея Саморы: 1996